# رافائيل بيك (لاعب كرة الريشة)
رافائيل بيك (بالألمانية: Raphael Beck)‏ هو لاعب كرة الريشة ألماني، ولد في 6 مارس 1992 في دوسلدورف في ألمانيا.

## وصلات خارجية
- رافائيل بيك على موقع BWF.tournamentsoftware.com (الإنجليزية)
- رافائيل بيك على موقع BWFbadminton.com (الإنجليزية)
- رافائيل بيك على موقع اللجنة الأولمبية الألمانية (الألمانية)